# Okrog, Šentjur
Okrog je naselje v Občini Šentjur.